# Torre del Mar (Burriana)
La Torre del Mar es una torre de vigilancia ubicada en el paraje del Clot de la Mare de Déu de la localidad valenciana de Burriana (Plana Baja). Fue construida para la defensa de las costas en el siglo XVI, tiene una altura de 10 metros y consta de dos plantas. A su interior se encuentra un pozo y un pesebre en el cual se ofrecía agua y comida a los caballos de los soldados.

## Historia
El 1528, Fernando de Aragón, duque de Calabria ordenó la vigilancia de la costa valenciana motivado por los ataques piratas. Por eso, el 1554 se empieza la construcción de varias torres bordeando la costa valenciana, separadas unas de otras por dos leguas como máximo.
La función de estas torres era evitar los ataques piratas y advertir mediante hogueras a los pueblos próximos cuando se producía uno de estos ataques.

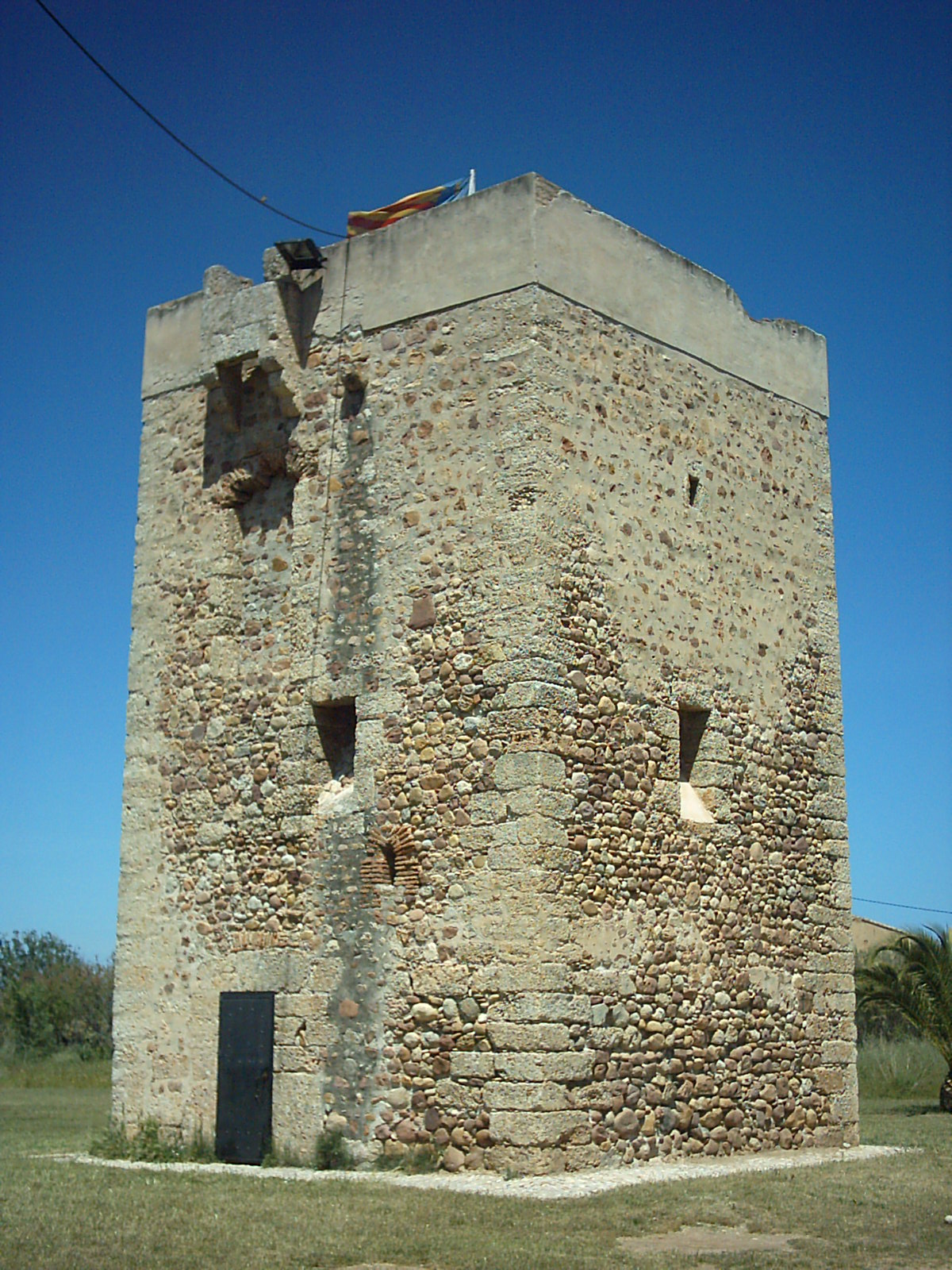
Torre de defensa de la costa, torre del Mar (Burriana).

Las torres tenían 4 guardias: 2 torreros y 2 atajadores. Estos últimos iban a caballo todas las mañanas antes de la salida del sol hasta un punto fijado con las torres contiguas. En caso de ataque el mensaje era enviado de torre a torre hasta el Grao de Valencia. Todos los días hacían tres fuegos para indicar que no había corsarios y el fuego de tipo humareda se encendía cuando eran atacados. En el siglo XVII la guardia disminuyó a solo un hombre que daba un tiro de aviso en caso de ataque.
La Torre del Mar de Burriana estaba cerca de los restos de una torre que mandó construir Jaime I de Aragón para defenderse de los moros, de la cual no queda nada. La Torre del Mar fue restaurada el 1980 y se eliminaron las cuatro torretas del siglo XIX que ya estaban muy degradadas.
Pertenece a este cordón litoral de atalayas de defensa contra la piratería, mayoritariamente argelina, que cubre la costa valenciana con una separación máxima de unas dos leguas cuando el perfil costero es bajo, y con una concentración más grande cuando es acantilado de poca visibilidad, caso del perfil costero-rocoso existente entre Benicasim y Oropesa.
La actual Torre del Mar habría sustituido a otra, de origen alto-medieval, que Jaume I había mandado restaurar a su cargo.
Rafael Martí de Viciana, escribe:
"Al costat de les salines ai un estany d'aigua deu on els corsaris solien fer aiguada, i donen avís a la terra quant per allà passan cossarios, i per tant s'ha fundat una torre forta amb guardes que defensen l'aigualida, i donen avís a terra quan per allà passen corsaris "(III, fol. 139).
Así, en 1519 la costa de Borriana había sufrido el ataque de 13 galeotes, con un balance negativo de dos hombres tomados, por no tener torre de costa. Por eso en el año de 1528, el Duque de Calabria ordenaba fuera designando en Castellón de la Plana un procurador que estructurara la defensa marítima. 
En caso de ataque a una de las torres se pasaba aviso a las contiguas por medio de humaredas. Solía tener de tres a cinco soldados, mientras dos atajadores, a caballo, recorrían la costa hasta que se encontraran con los atajadores de las torres vecinas. El atajador de Burriana, por el Sur, llegaba solo hasta la costa de Nules, donde se encontraba con su homólogo, el atajador de la torre de Moncófar.

## Ubicación y construcción

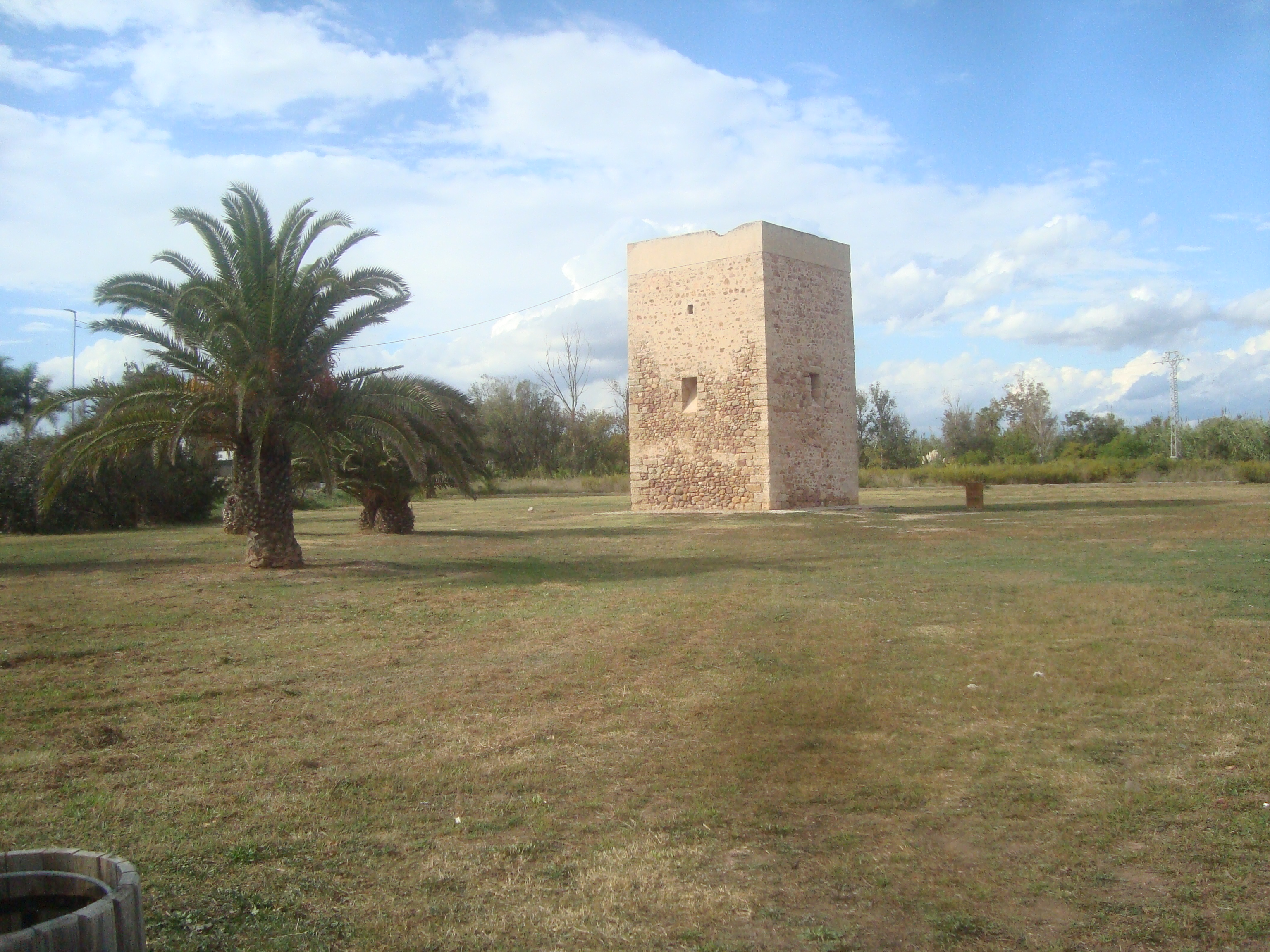
Panorámica de la Torre del Mar (Borriana)

Se encuentra a la desembocadura del Clot de la Mare de Déu, a su lado derecho. 
Es de base cuadrada con un perímetro de 25 m y una altura de 10,2 m. Tiene dos pisos a los cuales se puede acceder por una escalera de mano. Su tercera planta, con un falso vierteaguas de ladrillo, no conserva ninguna torreta volada, pero sí su matacán sobre la vertical de la puerta, de dintel horizontal, hecho, como las jambas.
Esta torre posee un pozo en el ángulo norte del interior de la primera planta y dos pesebres para los caballos. En su segunda planta y en el centro de los menajes laterales, hay ventanas-saeteras, doble rasgada, con un acusado derramamiento oblicuo; comportando el muro que da al río, aperturas laterales para el fuego cruzado.

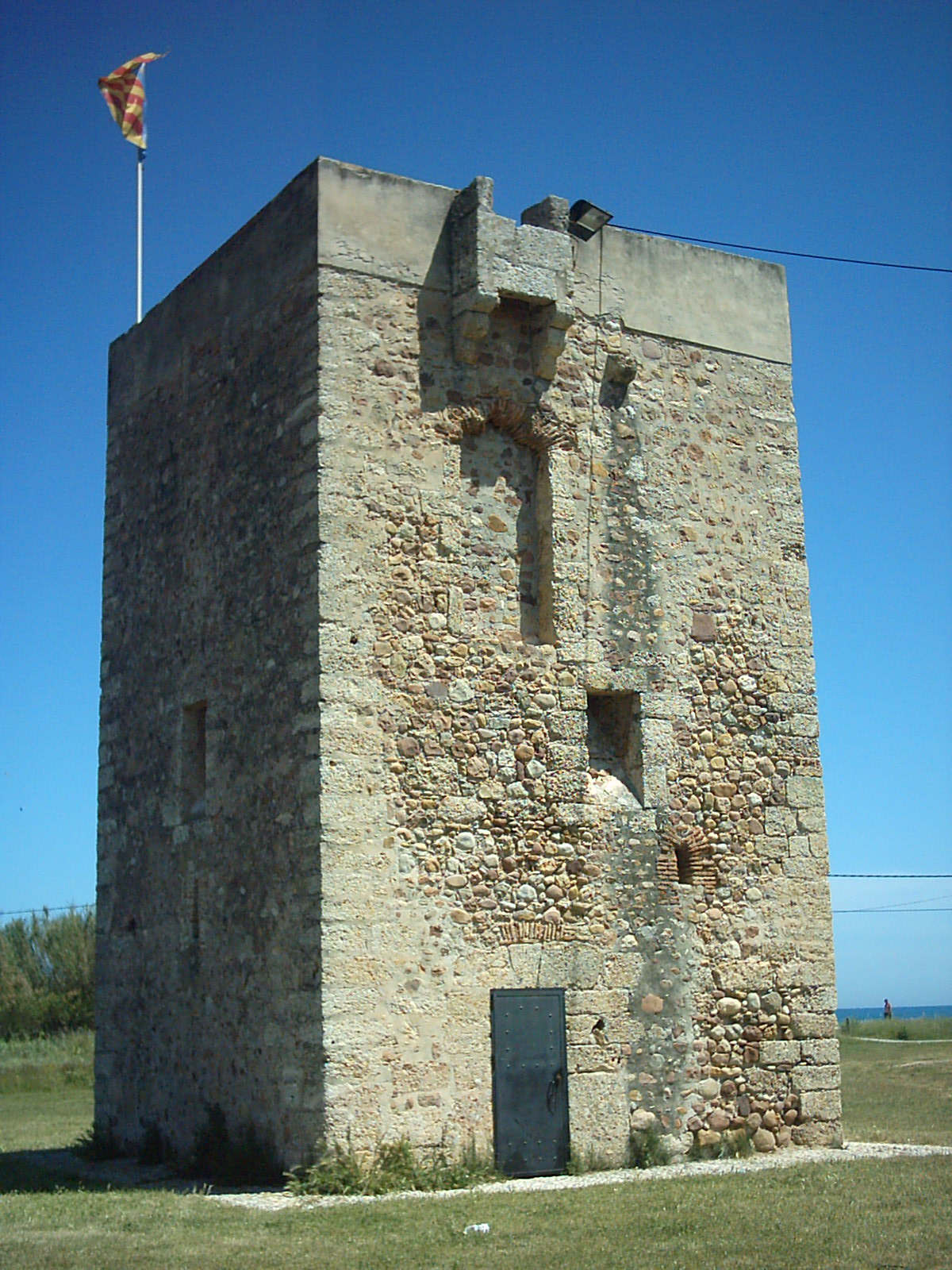
Torre de defensa de la costa, la torre del Mar (Burriana).

Como dato curioso, en el muro exterior de la cara sur correspondiente a la segunda planta, conserva, cegada, una primitiva puerta con un dintel lobulado de traza mudéjar. La torre parece haber sido modificada, para que tenga más indefensión, por Juan Bautista Antonelli, arquitecto del rey Felipe II.